# هاي بوست

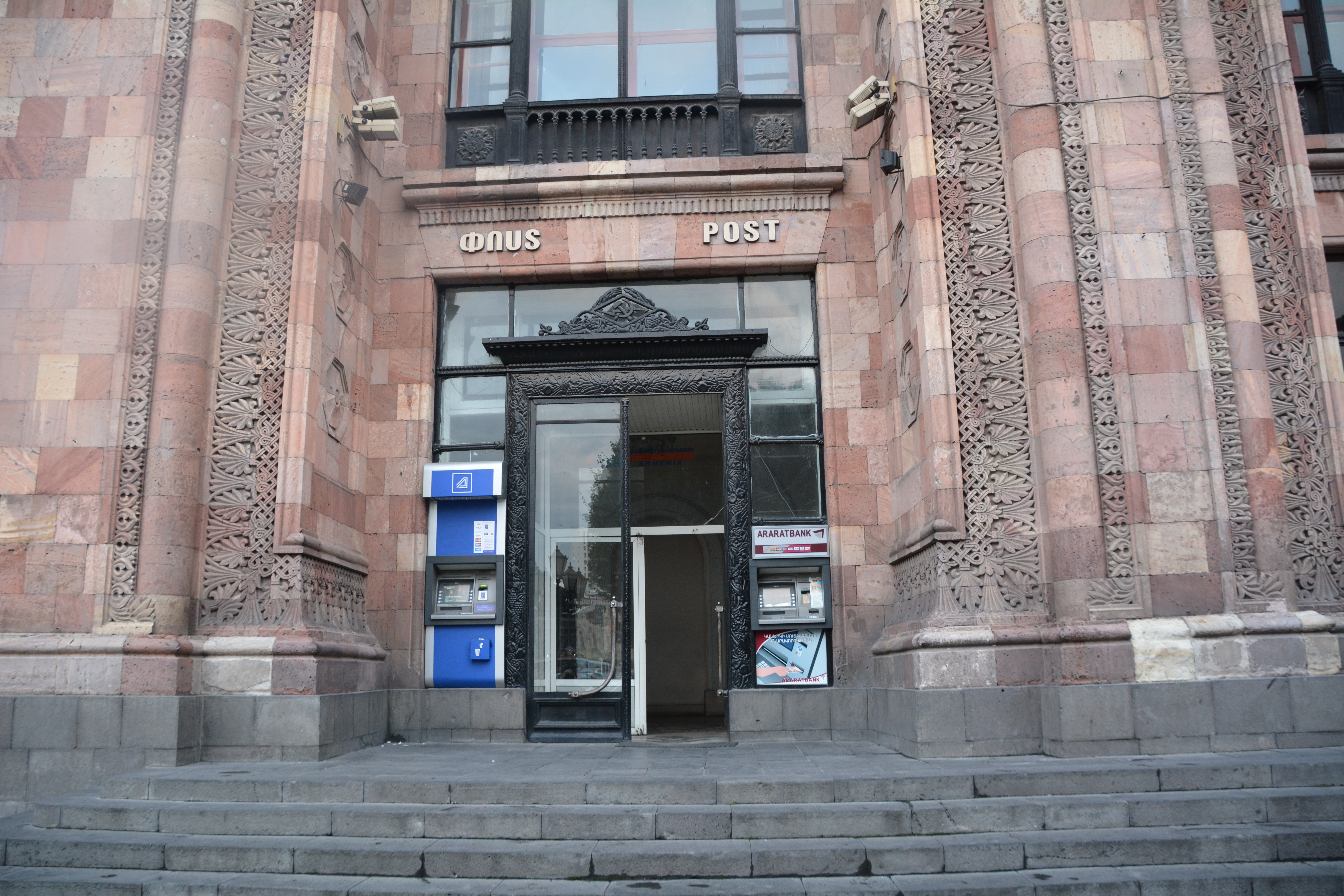
مكتب البريد في ميدان الجمهورية ، يريفان

هاي بوست (بالأرمنية: Հայփոստ)‏ هو المشغل البريدي الوطني الرسمي لأرمينيا .  تأسست في عام 1991 بعد انهيار الاتحاد السوفيتي . يوجد هاي بوست في 900 موقع في أرمينيا، من المناطق الحضرية إلى المناطق النائية والريفية، بالإضافة إلى مكتب خارجي واحد في الولايات المتحدة . يقع مقرها في يريفان .

## روابط خارجية
- الموقع الرسمي
 (باللغة الإنجليزية)